# رضا شبلي الخوالدة
رضا شبلي الخوالدة (مواليد 15 يوليو 1962)  أكاديمي وسياسي أردني ووزير سابق. شغل منصب وزير الزراعة في حكومة هاني الملقي بين 1 يونيو 2016 و 28 سبتمبر 2016 ، عندما ترك الحكومة في تعديل وزاري وخلفه خالد حنيفات . تم تعيينه لاحقًا في مجلس الأمة الأردني .  
شغل سابقًا منصب رئيس الجامعة الأردنية في العقبة .  في أبريل 2013 تم تعيينه رئيسًا لجامعة مؤتة بموجب مرسوم ملكي.  كان أحد رؤساء الجامعات الثلاثة المعينين في حكومة الملقي. 
درس الخوالدة الإنتاج النباتي في الجامعة الأردنية وحصل على شهادتي البكالوريوس والماجستير هناك. حصل لاحقًا على درجة الدكتوراه من جامعة إلينوي . 